# KSV Ice Tigers
Le KSV Ice Tigers est un club de hockey sur glace de Kapfenberg en Autriche qui a existé de 2002 à 2009. L'équipe qui lui a succédé, les Kapfenberg Bulls, évolue en Nationalliga, le deuxième échelon autrichien.

## Historique
Le club est créé en 2002 sous le nom de KSV Ice Stars. En 2005, il est renommé KSV Ice Tigers. Mais en 2009, le club disparaît et un nouveau club lié à l'équipe de basket-ball, le Superfund Bulls Kapfenberg est créé : les Kapfenberg Bulls.

## Palmarès
- Aucun titre.